# Маралды (Щербактинский район)
Маралды (каз. Маралды) — станция в Щербактинском районе Павлодарской области Казахстана. Входит в состав Хмельницкого сельского округа. Код КАТО — 556863300.

## Население
В 1999 году население станции составляло 551 человек (259 мужчин и 292 женщины). По данным переписи 2009 года, в населённом пункте проживал 441 человек (184 мужчины и 257 женщин).